# Pierce Gagnon
Pierce Gagnon (n. 25 iulie 2005, Atlanta, Georgia, Statele Unite ale Americii) este un actor-copil american.

## Biografie
Gagnon s-a născut în data de 25 iulie 2005, în Atlanta, Georgia, Statele Unite. Are doi frați mai mici, inclusiv actorul Steele Gagnon, și o soră mai mică. Gagnon și familia sa sunt mormoni. 

## Filmografie

### Film
| An   | Titlu                        | Rol                      | Note                      |
| ---- | ---------------------------- | ------------------------ | ------------------------- |
| 2010 | The Crazies                  | Fiul înnebunit de durere |                           |
| 2010 | The Way Home                 | Little Joe               | Menționat ca Pierce Ganon |
| 2012 | Looper: Asasin în viitor     | Cid Harrington           |                           |
| 2014 | A Friggin' Christmas Miracle | Douglas                  |                           |
| 2014 | Rio 2                        | Tiago                    | Rol de voce               |
| 2014 | Wish I Was Here              | Tucker Bloom             |                           |
| 2015 | Tomorrowland                 | Nate                     | Filmări                   |

### Televiziune
| An           | Titlu         | Rol                       | Note                     |
| ------------ | ------------- | ------------------------- | ------------------------ |
| 2012         | One Tree Hill | Logan Evans               | Rol secundar; 7 episoade |
| 2014–prezent | Extant        | Ethan Watts / Ethan Woods | Rol principal            |

## Premii & nominalizări
| An   | Premiu             | Categorie                                                                 | Pentru                   | Rezultat     |
| ---- | ------------------ | ------------------------------------------------------------------------- | ------------------------ | ------------ |
| 2013 | Young Artist Award | Best Performance in a Feature Film - Supporting Young Actor Ten and Under | Looper: Asasin în viitor | Nominalizare |

## Legături externe
- Pierce Gagnon la Internet Movie Database
- Pierce Gagnon la Rotten Tomatoes